# 下万巴赫
下万巴赫是德国莱茵兰-普法尔茨州的一个市镇。总面积6.89平方公里，总人口504人，其中男性274人，女性230人（2011年12月31日），人口密度73人/平方公里。